# Diamante lei e luce lui
Diamante lei e luce lui è un singolo della cantante italiana Annalisa, pubblicato il 7 marzo 2011 come primo estratto dal primo album in studio Nali.

## Descrizione
Il brano è stato scritto e composto da Roberto Casalino e prodotto da Dado Parisini, ed è stato presentato per la prima volta dal vivo dalla cantante durante il serale della decima edizione del talent show Amici di Maria De Filippi. La cantante, riguardo al significato del brano, ha spiegato che si tratta di «un brano incredibile. È il simbolo della felicità che commuove e arriva profonda più del dolore. C'è la volontà perfetta del "prendersi cura" e il desiderio puro e trasparente che diventa promessa».
Durante l'estate 2011, la canzone partecipa al sondaggio di MTV promosso dal sito Sky Italia MTV Top Summer Hits 2011, classificandosi al quarto posto.
Il brano è stato inoltre inserito in tre compilation, la Wind Music Awards 2011, la Radio Italia Top Estate 2011 e la Radio Italia Donne in Musica.

## Video musicale
Il video, per la regia di Serena Corvaglia e Marco Salom e presentato in anteprima sul sito web del Corriere della Sera, è successivamente stato inserito nel canale YouTube della Warner Music Italy. Il video è stato girato nei boschi vicino all'Aeroporto di Milano-Malpensa.
Il videoclip ha ricevuto il Premio Emergenti al Premio Videoclip Italiano 2011 organizzato da Rockol. Il relativo premio è stato ritirato dalla stessa Annalisa e dai registi.

## Tracce
Testi e musiche di Roberto Casalino.
1. Diamante lei e luce lui – 3:29

## Formazione
- Annalisa – voce
- Francesco Sighieri – chitarra
- Paolo Costa – basso
- Dado Parisini, Pio Stefanini – tastiera
- Elio Rivagli – batteria

## Classifiche
| Classifica (2011) | Posizione massima |
| ----------------- | ----------------- |
| Italia            | 9                 |